# Helene Thurner
Helene Thurner detta Leni e coniugata Bullock (Zams, 12 agosto 1938) è un'ex slittinista austriaca.

## Biografia
Iniziò a gareggiare nel 1957 prendendo parte per la prima volta ai campionati tirolesi, gara in cui ottenne il quinto posto nel singolo.
Prese parte a due edizioni dei Giochi olimpici invernali: ad Innsbruck 1964 conquistò la medaglia di bronzo nel singolo ed a Grenoble 1968, in quella che fu la sua ultima gara a livello internazionale, giunse al nono posto sempre nel singolo.
Prese altresì parte a sette edizioni dei campionati mondiali, esclusivamente nella specialità del singolo e riuscendo sempre a centrare una delle prime cinque posizioni in classifica, eccezion fatta per l'edizione di Krynica-Zdrój 1962 in cui dovette accontentarsi di una posizione di rincalzo a causa di una rovinosa caduta. Quali migliori risultati ottenuti nelle rassegne iridate si possono annoverare la medaglia d'argento ad Imst 1963 e le due di bronzo, a Girenbad 1961 e ad Hammarstrand 1967.
Ai campionati europei ottenne una medaglia d'argento nel singolo, a Weißenbach bei Liezen 1962, dietro alla polacca Irene Pawełczyk, dopo che la giuria diede la possibilità a quest'ultima di ripetere la quarta discesa, visto che in precedenza la stessa, a causa delle buche che si erano formate su una pista non troppo ghiacciata a causa del clima, fu vittima di un rovesciamento che le aveva impedito di concludere la manche. Grazie all'intervento della direzione di gara l'atleta polacca poté quindi laurearsi campionessa continentale a discapito dell'austriaca.

## Palmarès

### Olimpiadi
- 1 medaglia:
  - 1 bronzo (singolo ad Innsbruck 1964).

### Mondiali
- 3 medaglie:
  - 1 argento (singolo ad Imst 1963);
  - 2 bronzi (singolo a Girenbad 1961, singolo ad Hammarstrand 1967).

### Europei
- 1 medaglia:
  - 1 argento (singolo ad Weißenbach bei Liezen 1962).